# Waru Barat
Waru Barat is een bestuurslaag in het regentschap Pamekasan van de provincie Oost-Java, Indonesië. Waru Barat telt 12.431 inwoners (volkstelling 2010).